# Lokum

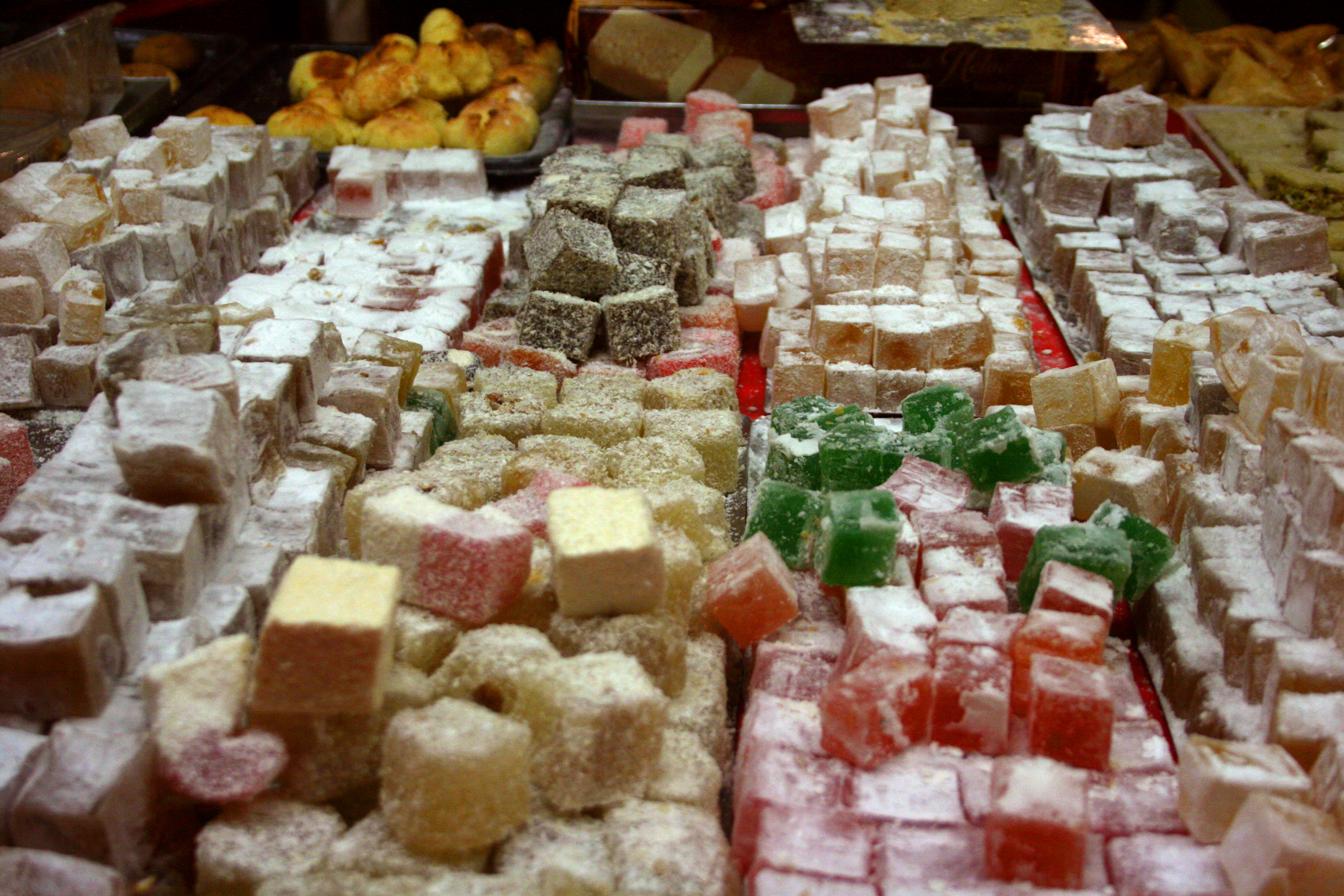
Různé druhy lokumu v bruselské cukrárně

Lokum neboli rahat neboli „turecké potěšení“ je druh měkké cukrovinky z oblasti Balkánu a Přední Asie, připomínající konzistencí marshmallow či želé. Vyrábí se ze škrobu a cukru, které se svaří ve vodě spolu s různými příchutěmi jako růžová voda, bergamotová silice, mátová silice, masticha, zázvor nebo skořice; v některých verzích se přidávají sekané ořechy, (mandle, pistácie). Pro lepší vzhled se používají různá barviva. Hmota se nechá ztuhnout a nakrájí na kostky, které se obalí v kokosu nebo moučkovém cukru.
Podle legendy vzniklo lokum na objednávku sultána, který měl z konzumace sladkostí zkažené zuby a chtěl něco, co by mohl snadno rozkousat. V roce 1775 byl otevřen v Istanbulu první obchod s lokumem a pochoutka se rozšířila po celé Osmanské říši. V současnosti je k dostání i v západních zemích, kde žije turecká menšina.
Dříve se lokum označovalo také jako cholkum („polykání“), rahat („komfortní“, „delikátní“) nebo sudžuk, ale tento výraz především označuje tureckou klobásu. Záměna vznikla tak, že lokum se někdy prodává v podobě dlouhých válečků připomínající klobásu (vypadajících podobně jako gruzínská čurčchela, což je ovšem zcela jiná sladkost).